# Donat GR
| GR ist das Kürzel für den Kanton Graubünden in der Schweiz. Es wird verwendet, um Verwechslungen mit anderen Einträgen des Namens Donat zu vermeiden. |

Donat (deutsch und bis 2002 offiziell Donath) ist eine Ortschaft in der Gemeinde Muntogna da Schons der Region Viamala des Schweizer Kantons Graubünden. Donat fusionierte 2021 mit Casti-Wergenstein, Lohn und Mathon zur Gemeinde Muntogna da Schons.

## Geografie
Das Dorf liegt am Fusse des Schamserbergs auf der linken Seite des Hinterrheins. Donat ist der tiefstgelegene Ort der Gemeinde Muntogna da Schons. Die Siedlung befindet sich am oberen Ende einer leicht abfallenden, gegen Osten orientierten Terrasse. Donat umfasste das gleichnamige Strassendorf mit den Quartieren Curscheglias, Turvasch und Tscharvi sowie ab 2003 Pazen und Farden, die zusammen die Gemeinde Patzen-Fardün gebildet hatten.

## Geschichte

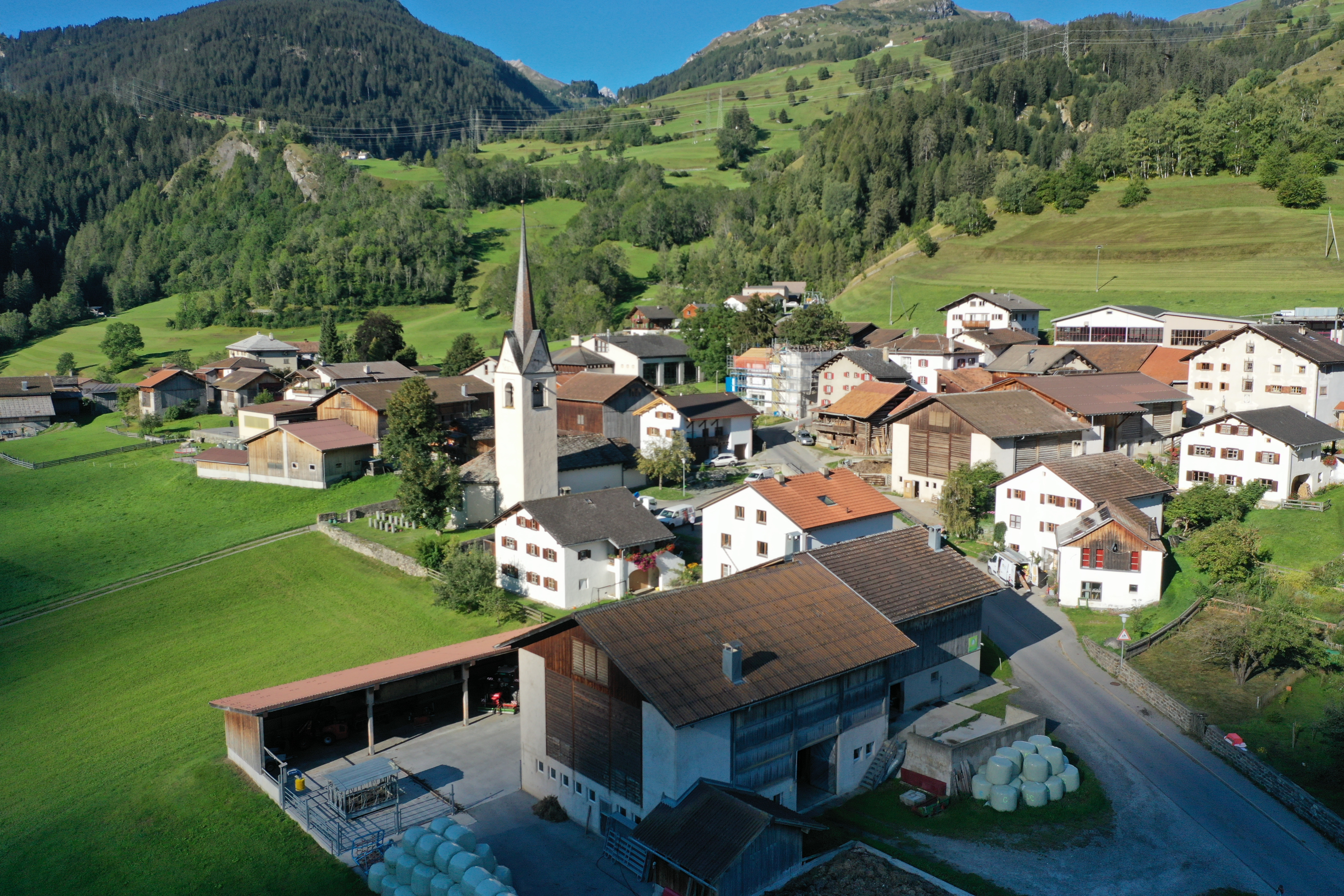
Donat 2020

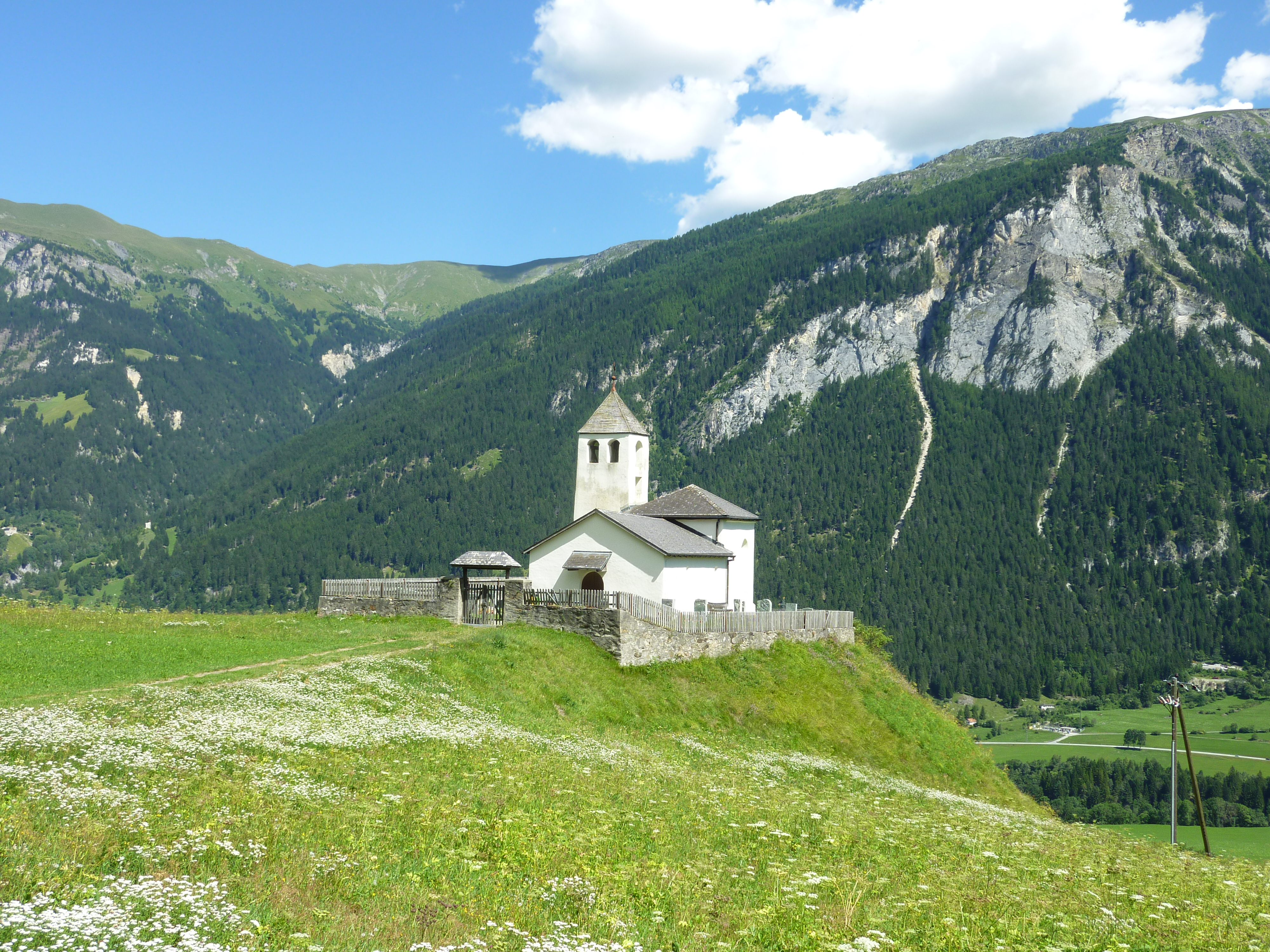
Kirche von Pazen-Farden

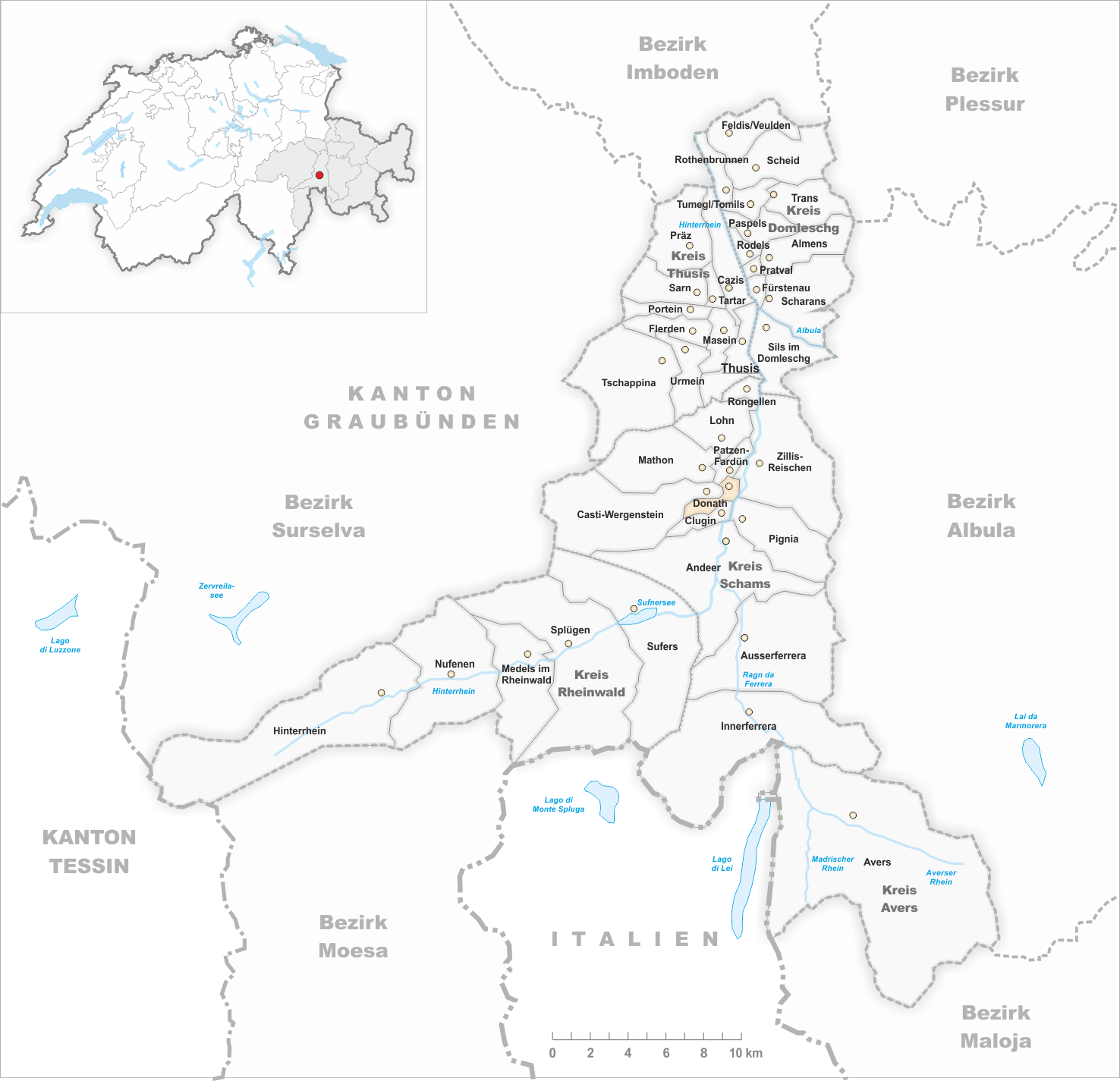
Gemeindestand bis 2002

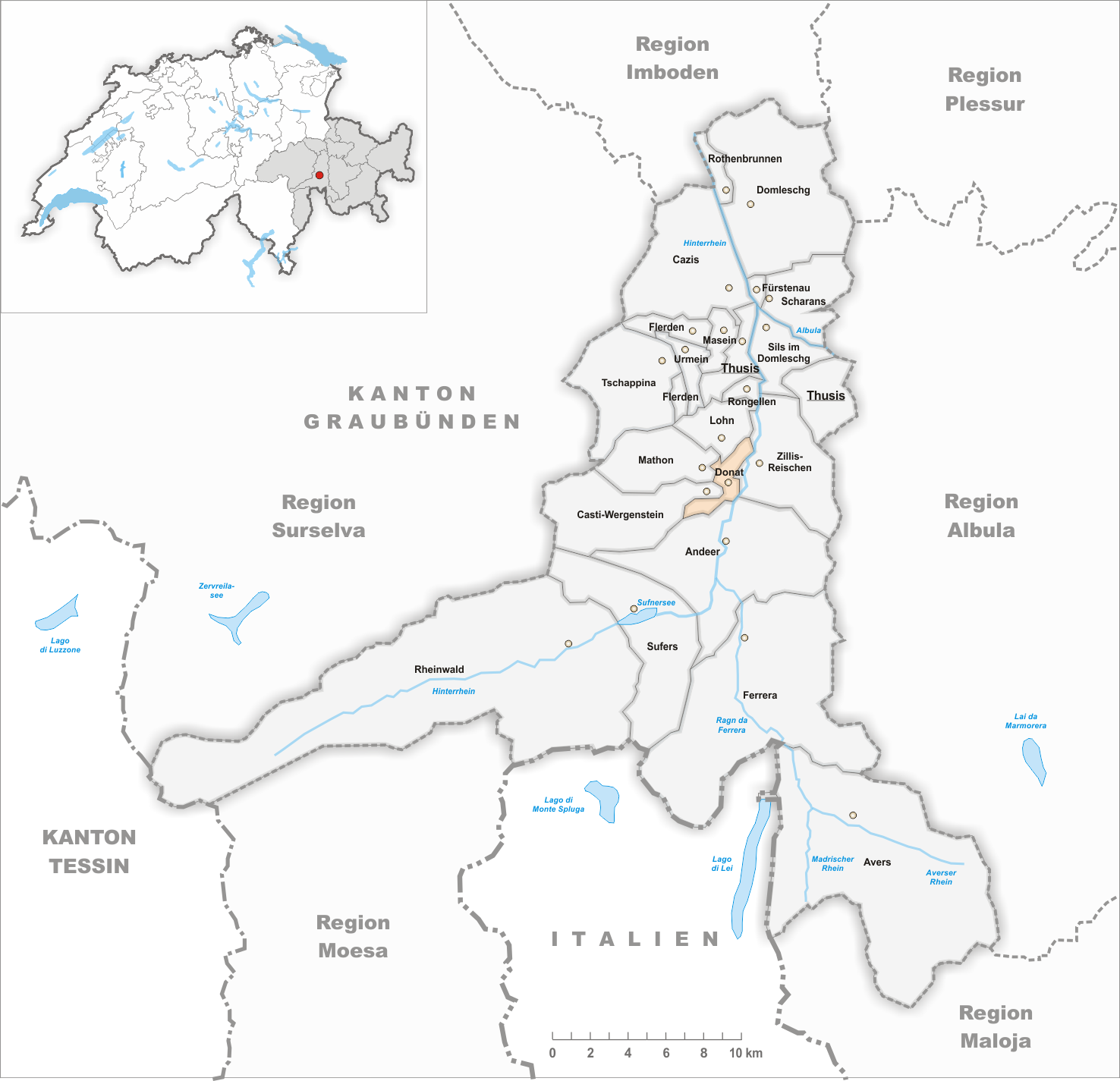
Gemeindestand von Donat 2003–2020

Mitte des 12. Jahrhunderts wurde der Ort als ad Anede bezeichnet.
Als 1926 die Verbindungsstrasse nach Wergenstein gebaut wurde, entdeckten Arbeiter in der Nähe der Valtschielbrücke zwei Bronzeartefakte, ein bearbeitetes Steinobjekt und menschliche Skelettreste. 1927/28 nahm Walo Burkart weitere Grabungen vor. Im Umkreis wurden vier Grabbeigaben gefunden: ein Bronzebeil, ein Bronzedolch, eine bronzene Nadelspitze und ein geschliffener Gegenstand aus Stein. 1961 wurden bei der Verbreiterung der Strasse fünf weitere Bestattungen in Steinkisten entdeckt. Es handelte sich um eine Doppelbestattung von Erwachsenen, ein Kinderdoppelgrab und eine Erwachsenen-Einzelbestattung. Grabbeigaben – zwei bronzene Nadeln – lassen eine Datierung auf das Ende der Frühbronzezeit zu. Nach der Auswertung wurden die Gräber wieder zugeschüttet.
Bis 2003 war Donath unter dem deutschen Namen eine selbstständige politische Gemeinde im Bezirk Hinterrhein. 2003 fusionierte Donath mit der Gemeinde Patzen-Fardün zur neuen Gemeinde Donat. Gleichzeitig mit der Fusion wurden auch die Ortsnamen der heutigen romanischen Schreibweise angepasst: Der Ortsname Donath wurde zu Donat, Patzen zu Pazen und Fardün zu Farden. Pazen-Farden zählte damals 78 und Donat 156 Einwohner. Die vorübergehend bestehende Gemeinde Donat hatte bei der Vereinigung also 234 Einwohner und war damit immer noch sehr klein. Nach der Vereinigung erhielt die neue Gemeinde ein neues Wappen.
Seit 2021 gehört das Gebiet der Dörfer Donat, Farden und Pazen mit Casti-Wergenstein, Lohn und Mathon zur Gemeinde Muntogna da Schons.

## Wappen
| Blasonierung: Gespalten von Gold mit weissen Schwert mit schwarzem Griff, gekreuzt mit brennender schwarzer Fackel und von Silber mit aufrechtem roten Greif. 2003 erhielt die neue Gemeinde ein neues Wappen, das die beiden ehemaligen vereint. |
| Das alte Wappen von Donat |

## Bevölkerung
| Jahr      | 1835 | 1850 | 1900 | 1950 | 1980 | 1990 | 2000 | 2005 | 2010 | 2020 |
| Einwohner | 167  | 188  | 128  | 118  | 175  | 171  | 197  | 229  | 209  | 203  |

### Sprachen
Ursprünglich sprachen die Bewohner der Gemeinden Sutselvisch, eine bündnerromanische Mundart. Noch 1880 waren die Gemeinden nahezu einsprachig. 1910 sprachen immer noch 85 % respektive 88 % romanisch. Bis zum Zweiten Weltkrieg änderte sich daran wenig, noch 1970 waren 144 der 169 Einwohner Rätoromanen. Während in Donat die Mehrheit der Bevölkerung heute romanisch spricht, hatte die ehemalige Gemeinde Patzen-Fardün im Jahr 2000 erstmals eine deutschsprachige Mehrheit.
| Sprachen in Donat (ehemalige politische Gemeinde bis 2002) |                   |                   |                   |                   |                   |                   |
| Sprachen                                                   | Volkszählung 1980 | Volkszählung 1980 | Volkszählung 1990 | Volkszählung 1990 | Volkszählung 2000 | Volkszählung 2000 |
| Sprachen                                                   | Anzahl            | Anteil            | Anzahl            | Anteil            | Anzahl            | Anteil            |
| Deutsch                                                    | 24                | 18,90 %           | 30                | 25,64 %           | 48                | 36,09 %           |
| Rätoromanisch                                              | 101               | 79,53 %           | 85                | 72,65 %           | 75                | 56,39 %           |
| Einwohner                                                  | 127               | 100 %             | 117               | 100 %             | 133               | 100 %             |

| Sprachen in Patzen-Fardün (ehemalige politische Gemeinde bis 2002) |                   |                   |                   |                   |                   |                   |
| Sprachen                                                           | Volkszählung 1980 | Volkszählung 1980 | Volkszählung 1990 | Volkszählung 1990 | Volkszählung 2000 | Volkszählung 2000 |
| Sprachen                                                           | Anzahl            | Anteil            | Anzahl            | Anteil            | Anzahl            | Anteil            |
| Deutsch                                                            | 8                 | 16,67 %           | 20                | 37,04 %           | 33                | 51,56 %           |
| Rätoromanisch                                                      | 40                | 83,33 %           | 34                | 62,96 %           | 31                | 48,44 %           |
| Einwohner                                                          | 48                | 100 %             | 54                | 100 %             | 64                | 100 %             |

Deutsch und Romanisch sind beide offizielle Behördensprachen.

### Nationalität
Von den Ende 2005 in der Gemeinde Donat wohnhaften 229 Personen waren 215 Schweizer Staatsangehörige.

## Sehenswürdigkeiten
Unter Denkmalschutz stehen die Donater Kirche, die Kirche Pazen-Farden sowie die Valtschielbrücke des Ingenieurs Robert Maillart.